# 아몬 아마스
아몬 아마스(Amon Amarth)는 스웨덴의 멜로딕 데스 메탈 밴드이다.